# Josué
Josué Anunciado de Oliveira (Vitória de Santo Antão (Pernambuco), 19 juli 1979) is een Braziliaans betaald voetballer die bij voorkeur speelt als verdedigende middenvelder. Op 20 maart 2013 vertrok hij transfervrij naar het Braziliaanse Atlético Mineiro. Daarvoor stond hij zes seizoenen onder contract bij het Duitse VfL Wolfsburg, waar hij in mei 2009 zijn verbintenis liet openbreken en verlengen tot aan de zomer van 2013. In maart 2007 debuteerde hij in het Braziliaans voetbalelftal.
De betaaldvoetbalcarrière van Josué begon in 2000 bij Goiás EC in de hoogste Braziliaanse competitie. Hij bleef vijf jaar bij de club en speelde daarin bijna 150 wedstrijden. Met Goiás werd hij in 2004 zesde, de hoogste positie in de tijd dat hij er actief is. Daarop verhuisde Josué in 2005 naar titelkandidaat São Paulo FC. Daarmee won hij dat jaar zowel de Copa Libertadores als het WK voor clubteams en in zowel 2006 als 2007 het Braziliaans landskampioenschap. Hijzelf groeide in die tijd uit tot international.
Josué verhuisde in augustus 2007 vervolgens op 28-jarige leeftijd naar VfL Wolfsburg, dat daarvoor anderhalf miljoen euro neertelde. Daarmee wordt hij als aanvoerder ook Duits landskampioen, in het seizoen 2008/09.

## Braziliaans nationale elftal
Josué kwam in maart 2007 voor het eerst uit voor het Braziliaanse nationale elftal. Daarmee nam hij vervolgens deel aan de Copa América 2007 die Brazilië won. Hijzelf scoorde in de met 1-6 gewonnen kwartfinale tegen Chili het vijfde doelpunt. Drie jaar later selecteerde bondscoach Dunga hem als reservespeler voor het WK 2010. Josué maakte er zijn eerste speelminuten toen hij er in de derde groepswedstrijd tegen Portugal (0-0) vlak voor rust inviel voor Felipe Melo.

## Cluboverzicht
| Seizoen | Club          | Competitie                    | Wedstrijden | Doelpunten |
| ------- | ------------- | ----------------------------- | ----------- | ---------- |
| 2000    | Goiás EC      | Campeonato Brasileiro Série A | 22          | 1          |
| 2001    | Goiás EC      | Campeonato Brasileiro Série A | 20          | 0          |
| 2002    | Goiás EC      | Campeonato Brasileiro Série A | 23          | 1          |
| 2003    | Goiás EC      | Campeonato Brasileiro Série A | 42          | 1          |
| 2004    | Goiás EC      | Campeonato Brasileiro Série A | 41          | 1          |
| 2005    | São Paulo FC  | Campeonato Brasileiro Série A | 31          | 1          |
| 2006    | São Paulo FC  | Campeonato Brasileiro Série A | 30          | 0          |
| 2007    | São Paulo FC  | Campeonato Brasileiro Série A | 4           | 0          |
| 2007/08 | VfL Wolfsburg | Bundesliga                    | 30          | 1          |
| 2008/09 | VfL Wolfsburg | Bundesliga                    | 33          | 0          |
| 2009/10 | VfL Wolfsburg | Bundesliga                    | 31          | 1          |
| 2010/11 | VfL Wolfsburg | Bundesliga                    | 26          | 0          |
| 2011/12 | VfL Wolfsburg | Bundesliga                    | 21          | 0          |

## Erelijst
VfL Wolfsburg
- Bundesliga

2009